# حاجز بخار

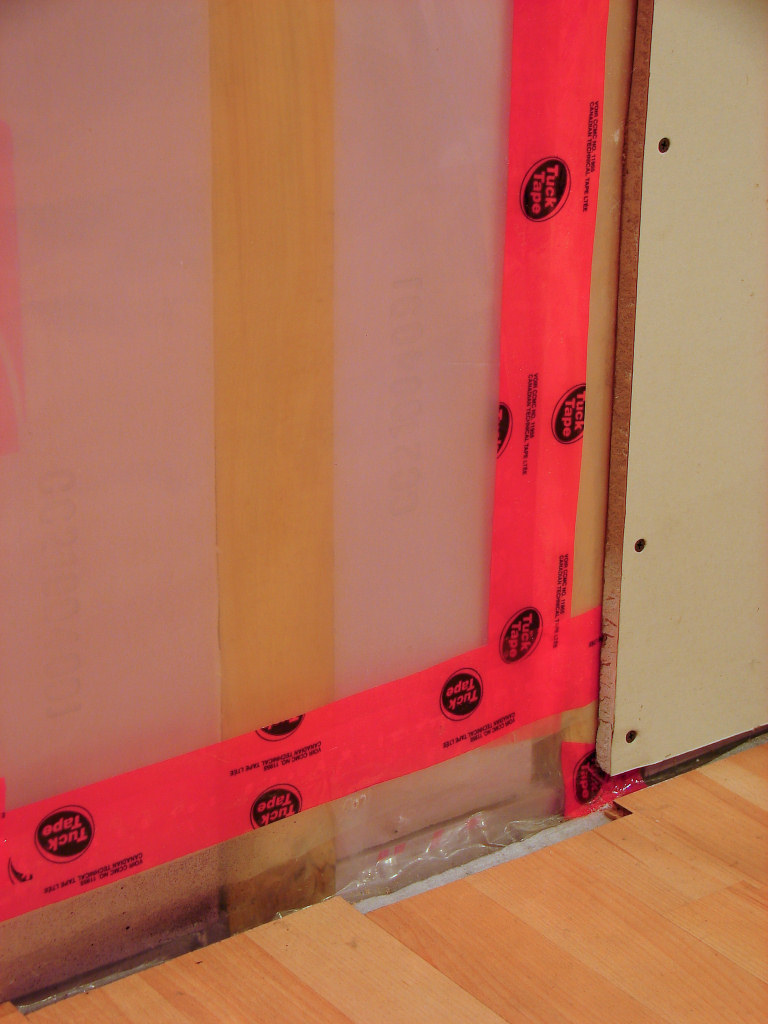
مثال على حاجز بخار

حاجز البخار هو أي مادة تستخدم في عزل الرطوبة، عادةً تكون طبقة من البلاستيك أو ورق المعدن. يقاوم هذا انتشار الرطوبة عبر الجدار، أو الأرضية، أو السقف، أو السطح للمباني لمنع التكاثف الخلالي، وفي التغليف. عمليًّا، العديد من هذه المواد هي مجرد معيقات للبخار إذ تمتلك درجات متغيرة من النفاذية (تسمى أيضًا السماحية).
للمواد معدل انتقال بخار رطوبة يتحقق بطرق اختبار معيارية. من مجموعات الواحدات الشائعة غ/م2 × يوم أو غ/100 إنش2 × يوم. يمكن للسماحية أن تقاس بواحدة البيرم، وهي مقياس لمعدل انتقال بخار الماء عبر مادة (1 بيرم أمريكي = 1 حبيبة/قدم مربع × ساعة × إنش من الزئبق ≈ 57 بيرم في الواحدات الدولية = 57 نانوغرام/س×م2×باسكال). تصنف شروط البناء الأمريكية معيقات البخار على أنها تمتلك سماحية بخار مقدارها 1 بيرم أو أقل عند اختبارها وفق مجفف إيه إس تي إم إي96، أو طريقة الكوب الجاف. المواد المعيقة للبخار تصنف بشكل عام إلى:
- غير نفوذة (≤ 1 بيرم أمريكي، أو ≤ 57 بيرم بالواحدات الدولية): كورق الأشغال المدعم بالإسفلت، وطلاء الإلاستوميري، والدهان المعيق للبخار، والدهانات ذات الأساس الزيتي، وأغطية الجدران المصنوعة من الفينيل، والبولي إسترين المبثوق، والخشب، وألواح الخشب المضغوط (أو إس بي).
- شبه نفوذة (1-10 بيرم أمريكي، أو 57-570 بيرم بالواحدات الدولية): كالبولي إسترين الموسع غير المطلي، أو الإيزوسيانورات ذات الطلاء الليفي، أو ورق الأبنية المثقل بالحمل الإسفلتي، أو بعض الدهانات ذات أساس اللاتكس)
- نفوذة (>10 بيرم أمريكي، أو >570 بيرم بالواحدات الدولية): كألواح الجبس غير المدهون، والبلاستر وعزل الألياف الزجاجية غير المطلية، والعزل السليلوزي، والزخارف الجصية غير المدهونة، والأغمدة الإسمنتية، والبولي أوليفين غير المنسوج، وبعض أغشية منع الهواء ذات الأساس البوليمري.

## الفرق بينها وبين حواجز الهواء
وظيفة حاجز البخار إعاقة انتقال بخار الماء. حاجز البخار ليس معنيًّا عادةً بإعاقة انتقال الهواء؛ هذه وظيفة حواجز الهواء. يختلط الهواء مع بخار الماء. حين يتحرك الهواء من مكان إلى آخر بسبب فرق ضغط الهواء، يتحرك البخار معه. هذا نوع من انتقال بخار الماء. بالمعنى الأكثر تحديدًا فإن حواجز الهواء هي أيضًا حواجز بخار حين تتحكم بانتقال هواء محمل بالرطوبة. يجب أن يذكر أن معدلات النفاذية المخصصة لا تعكس تخفيض النفاذية لوسط ما معيق للبخار عند تأثره بفرق درجات الحرارة على الجانبين المتقابلين من الوسيط. يمكن العثور على مناقشة حول الفروق بين حواجز البخار وحواجز الهواء في بحث كويرويت.

## التغليف
قابلية الغلاف للسيطرة على السماحية للغازات ونفاذيتها أمر حيوي للعديد من أنواع المنتجات. تجرى الاختبارات عادةً على مواد التغليف ولكنها تُجرى أيضًا على الأغلفة المكتملة، وأحيانًا بعد إخضاعها للاهتزاز، أو التمديد، أو المناولة، أو درجات حرارة معينة.

## وصلات خارجية
- دليل المستهلك لاستعمال حواجز البخار - وزارة الطاقة الأمريكية